# Sören von Rönne

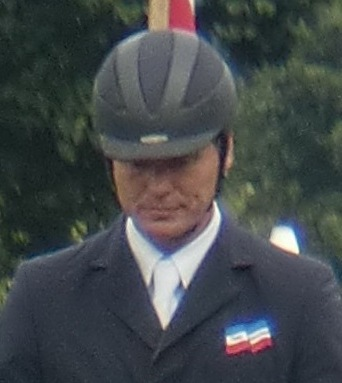
Sören von Rönne, Großer Preis von Schleswig-Holstein (Landesturnier Schleswig-Holstein / Hamburg 2010)

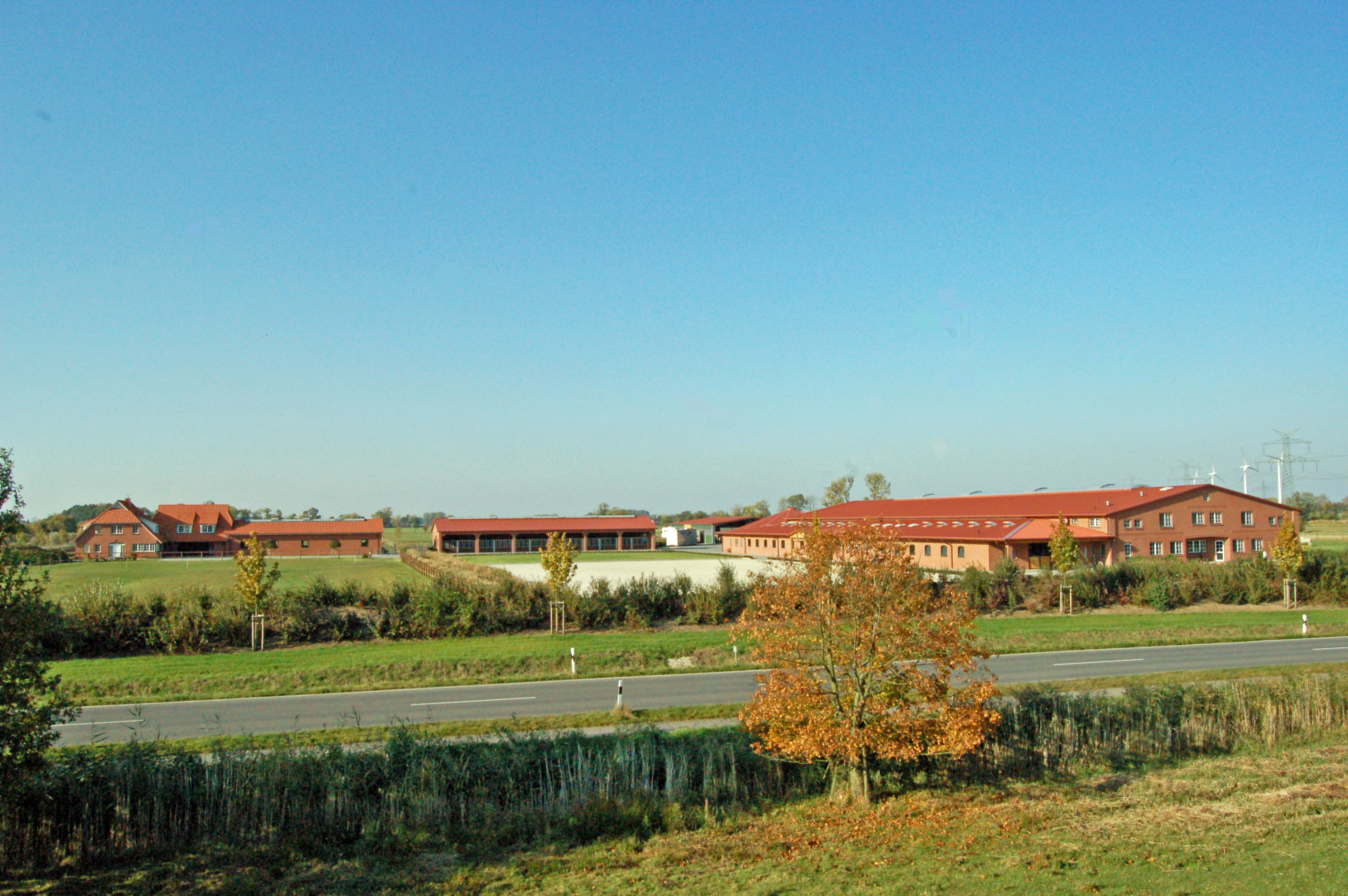
Das Gestüt in Neuendeich

Sören von Rönne (* 13. Juli 1962 in Uetersen) ist ein deutscher Springreiter, der mehrere internationale Titel gewonnen hat.

## Werdegang
Mit 10 Jahren begann von Rönne 1972 mit dem Reitsport. Seinen ersten Titel in der Dressur holte er bei den schleswig-holsteinischen Junioren-Landesmeisterschaften. Dort sammelte der Holsteiner seine ersten Reiterfahrungen. Von Rönne ist Mitglied des Deutschen Olympiade-Komitee für Reiterei. 1982 machte er sein Abitur am Ludwig-Meyn-Gymnasium in Uetersen und studierte an der Universität in Hamburg. Heute ist er Diplom-Kaufmann und Steuerberater.
1994 feierte von Rönne auf dem Pferd Taggi seinen größten sportlichen Erfolg: In Den Haag wurde er mit der Mannschaft Weltmeister und holte im Einzelspringen Bronze. Sechs Jahre später gewann von Rönne auf Chandra zum dritten Mal Bronze bei den deutschen Meisterschaften. In Neuendeich betreibt er einen Hof, auf dem talentierte Pferde ausgebildet werden. Zurzeit lebt der Springreiter in Neuendeich auf seinem Gestüt. Das Erfolgspferd Checkmate von Meredith Michaels-Beerbaum war bei ihm in der Ausbildung. In erster Linie lebt von Rönne von Zucht, Beritt und Verkauf. Er ist seit Mai 2012 mit der dänischen Springreiterin Charlotte von Rönne (gebürtige Lund) verheiratet, mit der er zuvor bereits mehrere Jahre liiert war.

## Erfolge
Einzel
Deutsche Meisterschaften
Bronze: 1992, 1994, 2000
Bronze Weltmeisterschaft 1994
Deutsches Spring Derby
1. Platz: 2002
2. Platz: 2001
Mannschaft
Bronze Europameisterschaft 2001
Weltmeister 1994
Nationenpreise
1994: Geesteren, Luxemburg
1995: Falsterbo
2001: Ikast, Modena
2002: Luzern (CSIO Schweiz)
2003: Calgary
2005: Kopenhagen